# Флаг Струнино
Флаг городского поселения «Город Стру́нино» Александровского района Владимирской области Российской Федерации.

## Описание
Прямоугольное полотнище с отношением ширины к длине 2:3, разделённое вертикально на две равные части — красную и белую, и несущее в середине каждой части изображение двух свитков (белого на красном и красного на белом) из герба.

## Обоснование символики
Село Струнино известно с 1492 года. Название села произошло от Фёдора Струна Сухорина, жившего в XV веке в Переяславле, от него пошли Струнины, мелкие землевладельцы. В дальнейшем при текстильной фабрике образовался рабочий посёлок, который с 1938 году стал городом. Город Струнино является промышленным спутником города Александрова. Основным, градообразующим предприятием города Струнино является хлопчатобумажный комбинат ОАО «Струнинская мануфактура». Комбинат производит хлопчатобумажные ткани (ситец, сатин, бязь костюмную, байку, фланель, марлю, материалы нетканые), а также швейные изделия, спецодежду.
Флаг города символически, через развёрнутые свитки — отрезы ткани — отражает основу его экономического развития. Белый свиток — символ тканей типа марли, бязи и других не крашенных тканей, а зелёный свиток — символизирует ткани для спецодежды (в том числе и военного предназначения). Два развёрнутых куска ткани, как две натянутые струны — фонетически напоминает о названии города (струна — Струнино).
Изображение фигур и частей флага в перемену цвета аллегорически показывает непростую судьбу текстильных предприятий города.
Красный цвет символизирует труд, жизнеутверждающую силы, красоту, праздник, мужество.
Белый цвет (серебро) символизирует чистоту, совершенство, мир, взаимопонимания.